# Pierre Beauregard
Pierre Gustave Toutant Beauregard (pronunție în engleză [ˈbɔərɨɡɑrd]; n. 28 mai 1818, Parohia St. Bernard, Louisiana, SUA – d. 20 februarie 1893, parohia Orleans⁠(d), Louisiana, SUA) a fost un ofițer, politician, inventator, și scriitor american din Louisiana, primul general al Armatei Statelor Confederate ale Americii în Războiul Civil American.
Beauregard a studiat ingineria construcțiilor la Academia Militară a Statelor Unite și a servit ca ofițer de geniu în Războiul Americano-Mexican. După o scurtă perioadă petrecută la West Point în 1861, odată cu secesiunea Sudului, a devenit primul general de brigadă al Confederației. A comandat apărarea orașului Charleston, Carolina de Sud, la începutul Războiului Civil la Fort Sumter la 12 aprilie 1861. După trei luni, a ieșit victorios din prima bătălie de la Bull Run dată lângă Manassas, Virginia.
Beauregard a comandat armate pe Teatrul Vestic de operațiuni, inclusiv în bătălia de la Shiloh din Tennessee, și în Asediul Corinthului în nordul statului Mississippi. S-a reîntors la Charleston și l-a apărat de atacurile terestre și navale repetate în 1863. Cea mai mare realizare a sa a fost salvarea importantului centru industrial Petersburg, Virginia, și astfel a capitalei confederate Richmond, de atacurile armatei unioniste net superioară numeric în iunie 1864. 
Influența sa asupra strategiei Confederației a fost limitată din cauza relațiilor tensionate cu președintele Jefferson Davis și cu alți generali. În aprilie 1865, Beauregard și comandantul său, generalul Joseph E. Johnston, l-au convins pe Davis și pe restul membrilor cabinetului că războiul trebuie să ia sfârșit. Johnston a predat mare parte din restul armatelor sale, inclusiv pe Beauregard și pe oamenii săi general-maiorului William T. Sherman.
După încheierea carierei militare, Beauregard a fost director al unei companii de cale ferată. A devenit unul dintre puținii veterani confederați care s-au îmbogățit, datorită promovării Loteriei Louisiana. A fost de asemenea un activist pentru integrarea și drepturile afro-americanilor, inclusiv dreptul de a vota. Astăzi, el este denumit în lucrările istorice P.G.T. Beauregard, deși, în timpul războiului, nu își folosea primul prenume și se semna G.T. Beauregard.